# Aristina Pop (Săileanu)
Aristina Pop (n. 13 mai 1931, Lăpuș, Maramureș, România – d. 9 mai 2019, București, România) a fost unul din cei nouă copii a pădurarului Nicolaie Pop și a Mariei Pop, o familie de creștini greco-catolici binecunoscută în zonă. Aceasta este cunoscută pentru faptul că împreună cu tatăl și mama ei au adăpostit și salvat evrei în timpul Holocaustului, toți trei fiind distinși cu titlul „Drept între popoare”. Apoi, la vârsta de 18 ani a fugit împreună cu tatăl și fratele ei Achim în munți făcând parte dintr-un grup de rezistență anticomunistă. A fost prinsă de Securitate patru ani mai târziu în 1953 și condamnată la 20 de ani de închisoare. A fost eliberată după 11 ani, la grațierea din 1964. 

## Biografie
Aristina Pop a fost unul din cei nouă copii a lui Nicolaie și Maria Pop, cinci dintre care au supraviețuit. Tatăl său era un țăran înstărit în Lăpușul Românesc, județul Someș, care a adăpostit opt evrei în perioada deportărilor acestora din Ardealul de Nord. Deși încă nu împlinise 13 ani, Aristina a ajutat cu adusul hranei acestora. Aceștia au fost descoperiți de jandarmi maghiari în 13 august 1944 (după aproximativ trei luni în care au stat ascunși în pădure), însă unii au reușit să supraviețuiască Holocaustului.
La vârsta de 18 ani, a fugit în munți împreună cu tatăl ei și un frate mai mare, Achim, fiind luați în colimator de Securitate. Au constituit împreună cu alți fugari un grup de rezistență anticomunistă. 
Ceilalți membri ai familiei – mama, copiii și numeroase rude (în total peste 15 persoane) au fost ridicați noaptea și deportați în Bărăgan. Alții din sat au fost bătuți și arestați. Aristina, tatăl și fratele se ascundeau ca și alți fugari, fiecare separat, în ogrăzile binevoitorilor în diferite comune din Maramureș. Mulți dintre acești binevoitori au fost prinși ulterior, bătuți și condamnati la ani grei de închisoare.
Aristina a fost prinsă de Securitate în 8 martie 1953, împreună cu fratele Achim și alți fugari. A fost condamnată la 20 de ani de închisoare; s-a eliberat după 11 ani, la grațierea din 1964. În 1966, s-a căsătorit cu deținutul politic Nicolae Săileanu și a trăit la București. 
Fratele Achim a fost împușcat, dar a supraviețuit și a fost condamnat la 22 de ani de închisoare. A fost eliberat în 1956, în urma unui decret pentru bolnavii incurabili (a rămas cu icter după împușcături). A fost apoi internat câțiva ani într-un spital de boli nervoase. A decedat în aprilie 1962.
Mama, Maria Pop, s-a eliberat din Bărăgan în 1956 și s-a întors la Lăpuș, deși toată averea le fusese confiscată. A decedat în august 1962.

## Acordarea titlului de „Drept între popoare”
Trei membri a familiei Pop, Nicolaie și soția Maria, precum și fiica Aristina au fost distinși cu titlul „Drept între popoare” în 1996 în urma dosarului întocmit la Yad Vashem de Hanna Marmor (n. Dub), unul dintre evreii adăpostiți de aceștia.